# دورکینگ
latitudeدورکینگlongitudeدورکینگ
دورکینگ (به انگلیسی: Dorking) یک شهر بازاری و شهرک در بریتانیا است که در جنوب شرقی انگلستان واقع شده‌است.

## خصوصیات
دورکینگ ۶٫۵۷ کیلومترمربع مساحت و ۱۱٬۱۸۵ نفر جمعیت دارد.